# Championnat du Qatar masculin de handball
 (janvier 2024).
Si vous disposez d'ouvrages ou d'articles de référence ou si vous connaissez des sites web de qualité traitant du thème abordé ici, merci de compléter l'article en donnant les références utiles à sa vérifiabilité et en les liant à la section « Notes et références ».
Le Championnat de Qatar masculin de handball est le plus haut niveau des clubs masculins de handball au Qatar.
Avec quatorze championnats remportés, le Al-Rayyan SC est le club le plus titré.

## Palmarès
Le palmarès est :
| Saison    | Champion      | Vice-champion | Troisième     |
| --------- | ------------- | ------------- | ------------- |
| 1981-82   | Al-Rayyan SC  | Al-Arabi SC   | Qatar SC      |
| 1982-83   | Al-Arabi SC   | Qatar SC      | Al-Rayyan SC  |
| 1983-84   | Al-Rayyan SC  | Al-Sadd SC    | Al-Arabi SC   |
| 1984-85   | Al-Rayyan SC  | Al-Arabi SC   | Qatar SC      |
| 1985-86   | Al-Sadd SC    | Al-Rayyan SC  | Al-Arabi SC   |
| 1986-87   | Al-Rayyan SC  | Al-Nasar SC   | Al-Sadd SC    |
| 1987-88   | Al-Sadd SC    | Al-Arabi SC   | Al-Rayyan SC  |
| 1988-89   | Al-Sadd SC    | Al-Arabi SC   | Al-Rayyan SC  |
| 1989-90   | Qatar SC      | Al-Rayyan SC  | Al-Sadd SC    |
| 1990-91   | Al-Rayyan SC  | Al-Sadd SC    | Qatar SC      |
| 1991-92   | Qatar SC      | Al-Sadd SC    | Al-Rayyan SC  |
| 1992-93   | Al-Rayyan SC  | Al-Arabi SC   | Qatar SC      |
| 1993-94   | Al-Sadd SC    | Al-Rayyan SC  | Al Ahli SC    |
| 1994-95   | Al Ahli SC    | Al-Rayyan SC  | Qatar SC      |
| 1995-96   | Al Ahli SC    | Al-Sadd SC    | Al-Rayyan SC  |
| 1996-97   | Al-Sadd SC    | Al-Rayyan SC  | Al Ahli SC    |
| 1997-98   | Al-Rayyan SC  | Al Ahli SC    | Al-Sadd SC    |
| 1998-99   | Al-Rayyan SC  | Al Ahli SC    | Qatar SC      |
| 1999-2000 | Al-Rayyan SC  | Al Ahli SC    | Al-Arabi SC   |
| 2000-01   | Al-Sadd SC    | Al Ahli SC    | Qatar SC      |
| 2001-02   | Al-Sadd SC    | Al-Rayyan SC  | Al Ahli SC    |
| 2002-03   | Al-Rayyan SC  | Al-Sadd SC    | Al-Wakrah SC  |
| 2003-04   | Al-Sadd SC    | Al Ahli SC    | Al-Rayyan SC  |
| 2004-05   | Al-Rayyan SC  | Al Ahli SC    | Al-Wakrah SC  |
| 2005-06   | Al Ahli SC    | Al-Rayyan SC  | Al-Sadd SC    |
| 2006-07   | Al Ahli SC    | Al-Sadd SC    | Al-Wakrah SC  |
| 2007-08   | Al-Rayyan SC  | Al Ahli SC    | Al-Sadd SC    |
| 2008-09   | Al-Sadd SC    | Al Ahli SC    | El Jaish SC   |
| 2009-10   | Al-Rayyan SC  | El Jaish SC   | Al-Sadd SC    |
| 2010-11   | El Jaish SC   | Al-Rayyan SC  | Al Ahli SC    |
| 2011-12   | Al-Rayyan SC  | El Jaish SC   | Al-Gharafa SC |
| 2012-13   | Lekhwiya SC   | Al-Qiuada SC  | El Jaish SC   |
| 2013-14   | El Jaish SC   | Al-Gharafa SC | Lekhwiya SC   |
| 2014-15   | Al-Gharafa SC | Al-Sadd SC    | Al-Rayyan SC  |
| 2015-16   | El Jaish SC   | Lekhwiya SC   | Al-Rayyan SC  |
| 2016-17   | El Jaish SC   | Al-Qiuada SC  | Al-Rayyan SC  |
| 2017-18   | Al-Duhail SC  | Al-Wakrah SC  | Al-Rayyan SC  |
| 2018-19   | Al-Wakrah SC  | Al-Duhail SC  | Al-Sadd SC    |
| 2019-20   | Al-Arabi SC   | Al-Wakrah SC  | Al-Duhail SC  |
| 2020-21   | Al-Duhail SC  | Al-Arabi SC   | Al-Wakrah SC  |
| 2021-22   | Al-Duhail SC  | Al-Wakrah SC  | Al-Rayyan SC  |

## Bilan par club
| Rang | Titres        | Club | Saisons |
| ---- | ------------- | ---- | --- |
| 1    | Al-Rayyan SC  | 14   | 1981-82, 1983-84, 1984-85, 1986-87, 1990-91, 1992-93, 1997-98, 1998-99, 1999-2000, 2002-03, 2004-05, 2007-08, 2009-10, 2011-12 |
| 2    | Al-Sadd SC    | 9    | 1985-86, 1987-88, 1988-89, 1993-94, 1996-97, 2000-01, 2001-02, 2003-04, 2008-09                                                |
| 3    | Al Ahli SC    | 4    | 1994-95, 1995-96, 2005-06, 2006-07                                                                                             |
| 3    | Al-Duhail SC  | 4    | 2012-13 (Lekhwiya), 2017-18, 2020-21, 2021-22                                                                                  |
| 3    | El Jaish SC   | 4    | 2010-11, 2013-14, 2015-16, 2016-17                                                                                             |
| 6    | Al-Arabi SC   | 2    | 1982-83, 2019-20 |
| 6    | Qatar SC      | 2    | 1989-90, 1991-92 |
| 8    | Al-Wakrah SC  | 1    | 2018-19 |
| 8    | Al-Gharafa SC | 1    | 2014-15 |